# Bitwa pod Racławicami

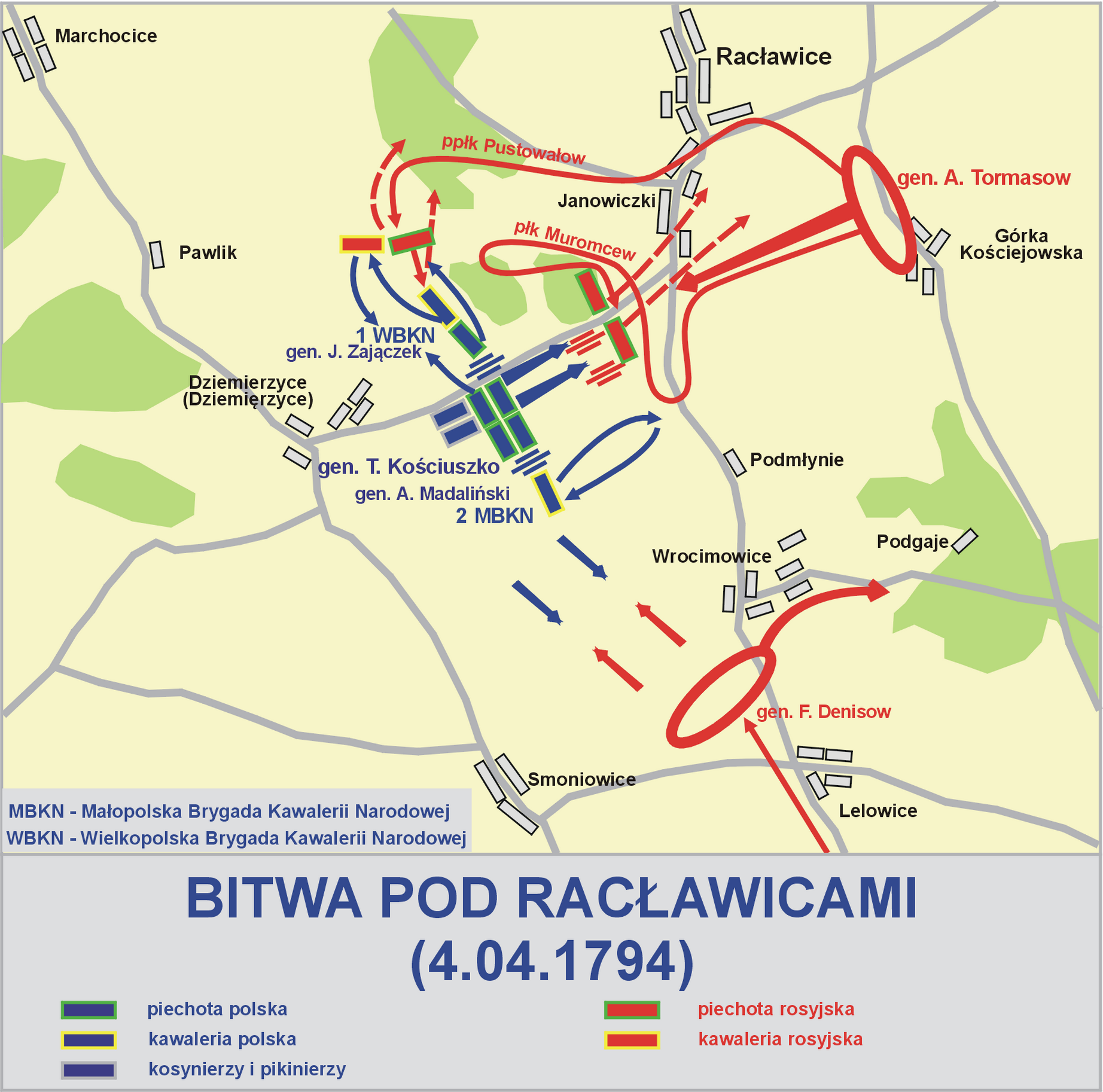
Szkic bitwy

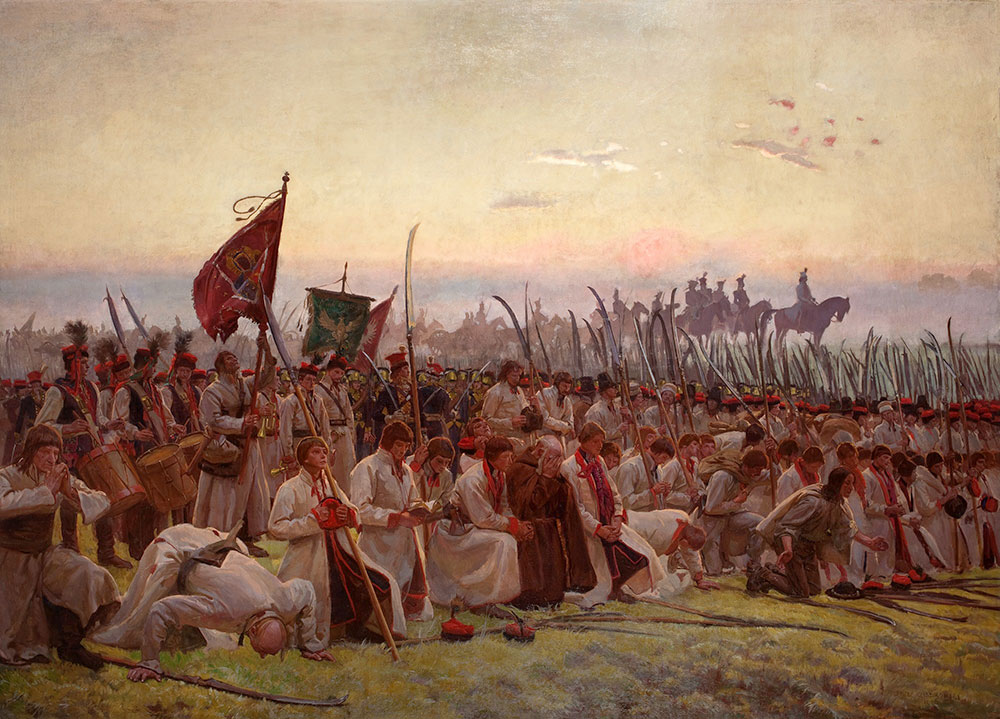
Józef Chełmoński, Racławice

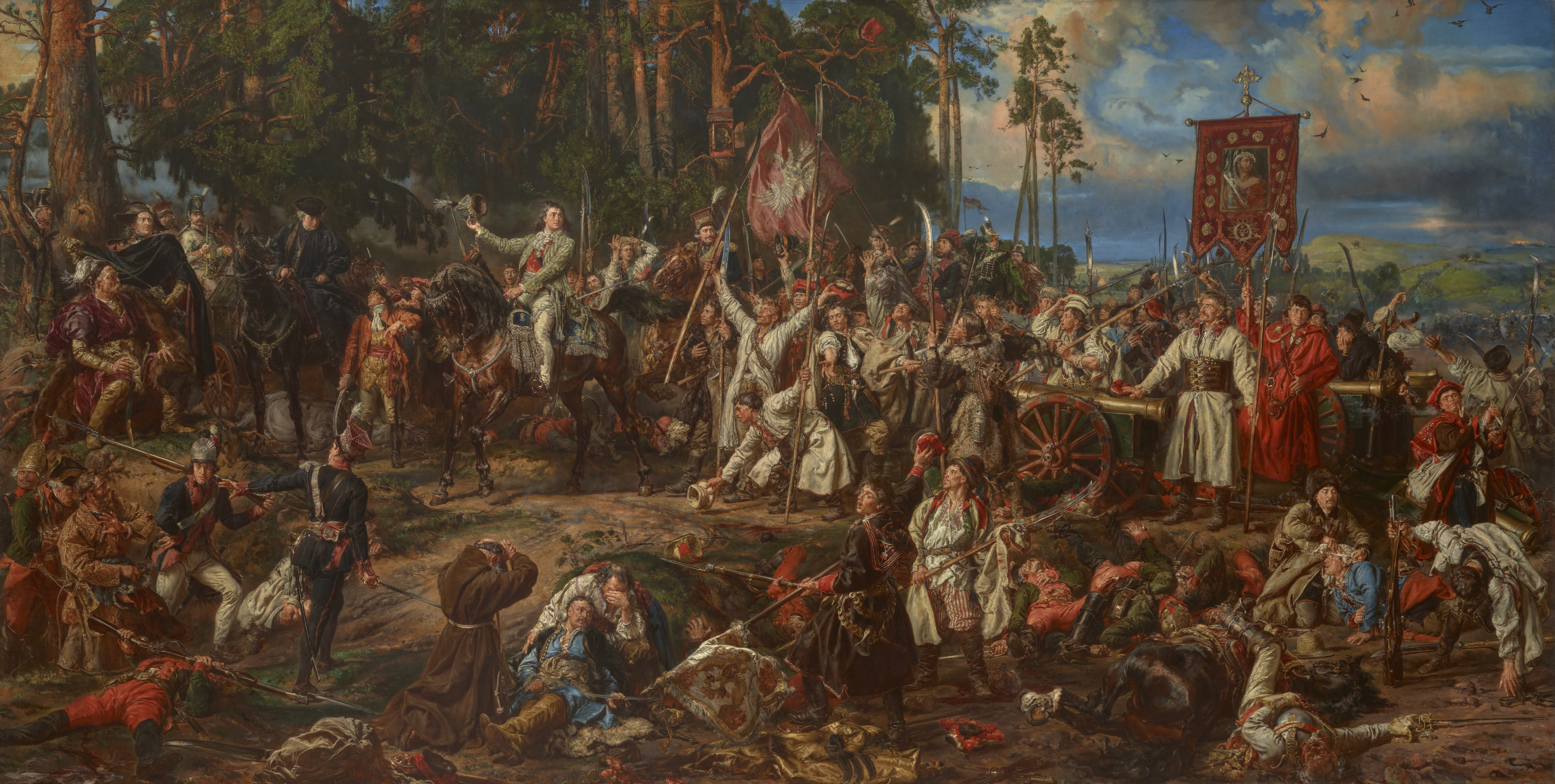
Jan Matejko, Kościuszko pod Racławicami

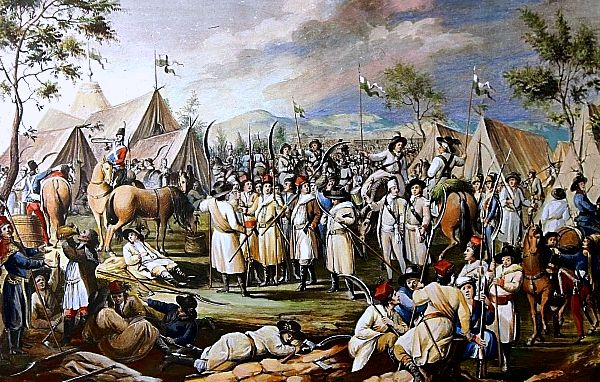
Michał Stachowicz, Obóz pod Bosutowem

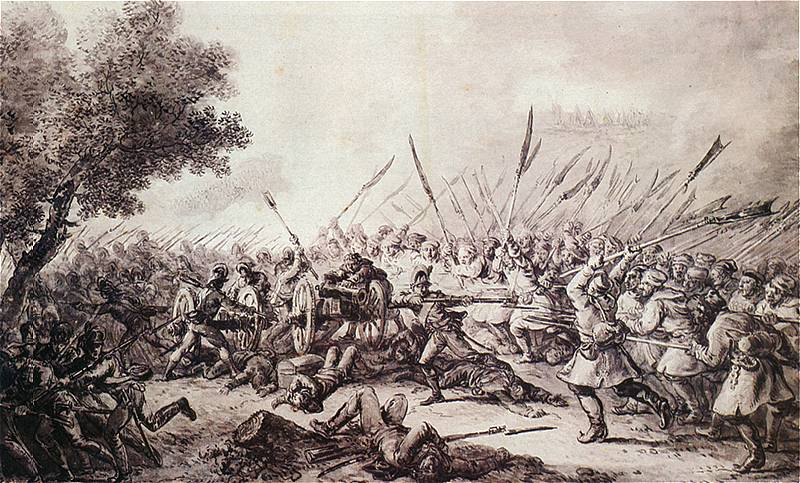
Aleksander Orłowski, Bitwa pod Racławicami

Bitwa pod Racławicami – zbrojne starcie wojsk polskich, pod dowództwem naczelnika Tadeusza Kościuszki z wojskami rosyjskimi, pod dowództwem generała majora Aleksandra Tormasowa. Bitwa miała miejsce 4 kwietnia 1794, w czasie insurekcji kościuszkowskiej, pod wsią Racławice, znajdującą się obecnie w powiecie miechowskim, w województwie małopolskim.
W wyniku wygranej wojsk polskich, pomimo niezbyt dużego znaczenia militarnego, pozwoliła podnieść morale powstańców już w dwanaście dni po rozpoczęciu powstania.

## Przed bitwą
Według planów wybuch powstania miał nastąpić zaraz po przegranej wojnie polsko-rosyjskiej w 1792, lecz jeszcze we wrześniu 1793 Tadeusz Kościuszko uznał przygotowania za niewystarczające. Wybuch powstania miał nastąpić przed redukcją armii polskiej do 2/5 stanów z 1792 roku w Krakowie dla odciągnięcia sił rosyjskich od Warszawy, umożliwiając wyzwolenie ludnej, bogatej i dobrze uzbrojonej stolicy. Litwa deklarowała, że sama się wyswobodzi dzięki konspiracji Jakuba Jasińskiego. Dla niepoznaki Kościuszko wyjechał w 1793 do Włoch, skąd został niezwłocznie ściągnięty do Drezna w lutym 1794 w związku z terminem redukcji polskiego wojska wyznaczonym na połowę marca tego roku. Wobec rozbicia konspiracji w Warszawie, gen. Antoni Józef Madaliński ze swoją I wielkopolską brygadą kawalerii narodowej podniósł bunt w Ostrołęce i ścigany przez Rosjan ruszył na Kraków.
24 marca 1794 roku na Rynku krakowskim gen. Kościuszko został ogłoszony Najwyższym Naczelnikiem Siły Zbrojnej Narodowej. Naczelnik w ciągu tygodnia zorganizował władze powstańcze w Krakowie i zebrał rekrutów dawnym systemem dymowym z niewielkiego obszaru. Powodzenie powstania zależało od szybkiego przyłączenia się innych ziem polskich, stąd o świcie 1 kwietnia na czele ok. 1000 regularnego wojska wyrusza w kierunku Warszawy i Wilna. 2 kwietnia dołącza do niego gen. Józef Zajączek w Luborzycy, a niebawem tzw. grupa pińczowska, czyli 2 brygady kawalerii narodowej, piechota i artyleria. 3 kwietnia w Koniuszy dołączył generał major ziemiański Jan Slaski na czele 1920 pikinierów i kosynierów z poboru dymowego. 4 kwietnia podjęto marsz w kierunku Skalbmierza, gdzie już wcześniej znajdowały się oddziały gen. Fiodora Denisowa (ok. 6000 żołnierzy z 12 działami) maszerujące 2 kolumnami na Koniuszę, gdzie poprzedniego dnia stał Kościuszko. Przed bitwą wojsko polskie zostało podzielone na 2 dywizje gen. Zajączka i gen. Madalińskiego w sile razem około 4000-4100 wojska liniowego z 12 działami.
Plan gen. Denisowa przewidywał wzięcie wojsk polskich w kleszcze pod Koniuszą, stąd podzielił on swoje wojska na 2 kolumny – pod dowództwem gen. Tormasowa znalazło się co najmniej 2900 ludzi i 12 dział. Tormasow wyruszył o 3 rano dnia 4 kwietnia w kierunku na Winiary-Rzędowice-Przesławice, kolumna Denisowa miała wyruszyć zaś o 4 rano z resztą wojska (m.in. 6 dział) wzdłuż traktu Skalbmierz-Proszowice, aby zaatakować obóz pod Koniuszą od południa (wymarsz się opóźnił).

## Bitwa
4 kwietnia rano wojsko Kościuszki maszerowało dolinami Szreniawy i Ścieklca na Przesławice – Dalewice, mając w planie marsz przez Skalbmierz i Pińczów na Kielce. Około 6 rano straż przednia dywizji gen. Zajączka pomiędzy Ibramowicami i Gruszowem natknęła się na podjazd kozacki Adriana Denisowa, z którym stoczono potyczkę. W wyniku starcia nie udało się opóźnić przemarszu Polaków, a dodatkowo pochwycono kilku jeńców tracąc jednego swojego. Z zeznań Kozaków naczelnik poznał plany Denisowa i postanowił ominąć Skalbmierz i siły rosyjskie przez Radziemice i Przemęczany, a potem Kaczowice i Smoniowice w rejon Dziemierzyc w majątku racławickim.
Tormasow po porannej potyczce przesłał Denisowowi raport wraz z jeńcem i zmienił kierunek marszu na Lelowice –Wrocimowice próbując zablokować powstańców, mając świadomość, że oddala się od sił Denisowa. Wojska Tormasowa próbowały wciągnąć Kościuszkę do bitwy – pomiędzy 10 a 11 rano doszło do starcia kawalerii pomiędzy Lelowicami i Wrocimowicami. Kościuszko zajął wzniesienie dziemierzyckie, w tym czasie Tormasow obsadził Wzgórza Kościejowskie wznoszące się stromo na 40–60 metrów na Ścieklcem z dworkiem Janowiczki u stóp. Pozycja Tormasowa była trudna do zdobycia i Kościuszko miał 2 drogi na jej obejście – przez las w kierunku na północny wschód na Marchocice, gdzie problemem byłoby przemieszczanie artylerii, oraz lessowym wąwozem na wschód do drogi na Wrocimowice – Janowiczki-Racławice.
Kościuszko ustawił swoje wojsko na wzniesieniu dziemierzyckim – na skrzydłach centrum artyleria po 6 dział, w środku piechota, z czego prawa bateria miała się wstrzeliwać we Wzgórza Kościejowskie. Lewe skrzydło pod dowództwem gen. Zajączka było lekko załamane w tył i osłaniało chłopską rezerwę. Na prawym skrzydle dowodził gen. Madaliński z kosynierami w odwodzie za wzniesieniem. Tormasow miał dobry widok na polskie pozycje z najwyższego wzniesienia Wzgórz tzw. Zamczyska.
Około 13. zakończyło się rozstawianie wojsk i wzajemne rozpoznanie. Tormasow zarządził naradę oficerów, gdzie pomimo podzielonych zdań generał uznał, że nie będzie czekał pod polskim ostrzałem. Pomimo mniejszych sił lekceważył powstańców i bał się, że wojsko Kościuszki wymknie mu się z pułapki, wydał ok. 15. rozkaz natarcia na polskie pozycje. Centrum sił miało związać walką natarcie pod jego osobistym dowództwem pod osłoną 10 dział, wydzielona kolumna ppłk Pustowałowa miała obejść polskie lewe skrzydło, zaś nadchodzące oddziały gen. Denisowa miały uderzyć na lewym skrzydle rosyjskim od strony Wrocimowic.
Rosjanie zeszli z Góry Kościejowskiej i rozdzielili się – Tormasow ruszył drogą w lewo ku Wrocimowicom, Pustowałow w prawo na Racławice, z 600 piechoty, i co najmniej 500 jazdy kozackiej Denisowa z 2 działami, zasilając siły uczestniczące w bitwie. Kolumny Tormasowa przebyły ok. 1,5 km pod las i tam skręciły w kierunku polskiego lewego stanowiska artylerii, do którego było jeszcze 750 m. Manewr Tormasowa nie powiódł się i na jego oddziałach skoncentrował się ogień polskiej artylerii. Tormasow zrezygnował z planów podejścia wąwozem rozwijając wojsko na polach 300 metrów dalej, rozstawił tu swoją artylerię w osłonie piechoty, jedną z baterii wysuwając nieco do przodu, z jazdą na lewej flance. Rosyjska artyleria rozpoczęła ostrzał mający odwrócić uwagę od Pustowałowa i skutecznie utrudniając szarżę polskiej jazdy.
W tym czasie Pustowałow po przejściu ok. 5 km natarł na polskie pozycje, gdzie kozacy mjr. Denisowa skutecznie natarli na polską jazdę powodując zamieszanie. 2 szwadrony z brygady małopolskiej Jana Ludwika Mangeta zostały rozbite i uciekały na Zielenice rozpuszczając wieść o klęsce i śmierci Kościuszki, która wprowadziła zamieszanie wśród kosynierów, co udało się opanować gen. Slaskiemu. Polakom udało się przepędzić Kozaków, a na skutek rozkazu Tormasowa większość z nich odłączyła się od grupy Pustowałowa.
Około 17. Kościuszko przerzucił na lewe skrzydło brygadę wielkopolską Madalińskiego, na co Tormasow wysłał Pustowałowi 4 szwadrony huzarów. Tymczasem polska jazda po 3 szarżach odparła atak 4 szwadronów huzarów z dywizji Tormasowa. Pomiędzy 17. a 18. Kościuszko dostrzegł nadciągające siły gen. Denisowa i przerzucił brygadę wielkopolską Madalińskiego na prawe skrzydło. Tormasow odesłał Pustowałowowi część piechoty, osłabiając swoje centrum i zarazem osłonę artylerii. Kościuszko mając świadomość, że dotarcie wojsk gen. Denisowa może przesądzić wynik bitwy, wydał rozkaz natarcia 320 kosynierów na artylerię rosyjską z silnym wsparciem własnej artylerii i oddziałami piechoty liniowej na flankach. Pomimo dwóch salw kartaczami polskie natarcie udało się, a Rosjanie uciekli w popłochu. Polscy chłopi, nieznający słowa Pardon, zabijali także tych poddających się do niewoli. Rozpoczął się pościg za uciekającymi, pod kosy drugiego rzutu dostała się też piechota odesłana wcześniej Pustowałowowi.
Wobec zapadającej nocy Kościuszko postanowił znieść grupę Pustowałowa atakiem piechoty na bagnety, który wzmocnił atak kosynierów. Piechota została wycięta, artyleria zdobyta, a uciekający Kozacy oparli się dopiero w Sosnówce koło Prandocina. Generał Denisow przybył na miejsce w zapadającym zmroku i nie odważył się na atak na zdezorganizowane pościgiem siły polskie, oddając tylko kilka salw armatnich. Po zmroku wycofał się z pola bitwy.

## Po bitwie

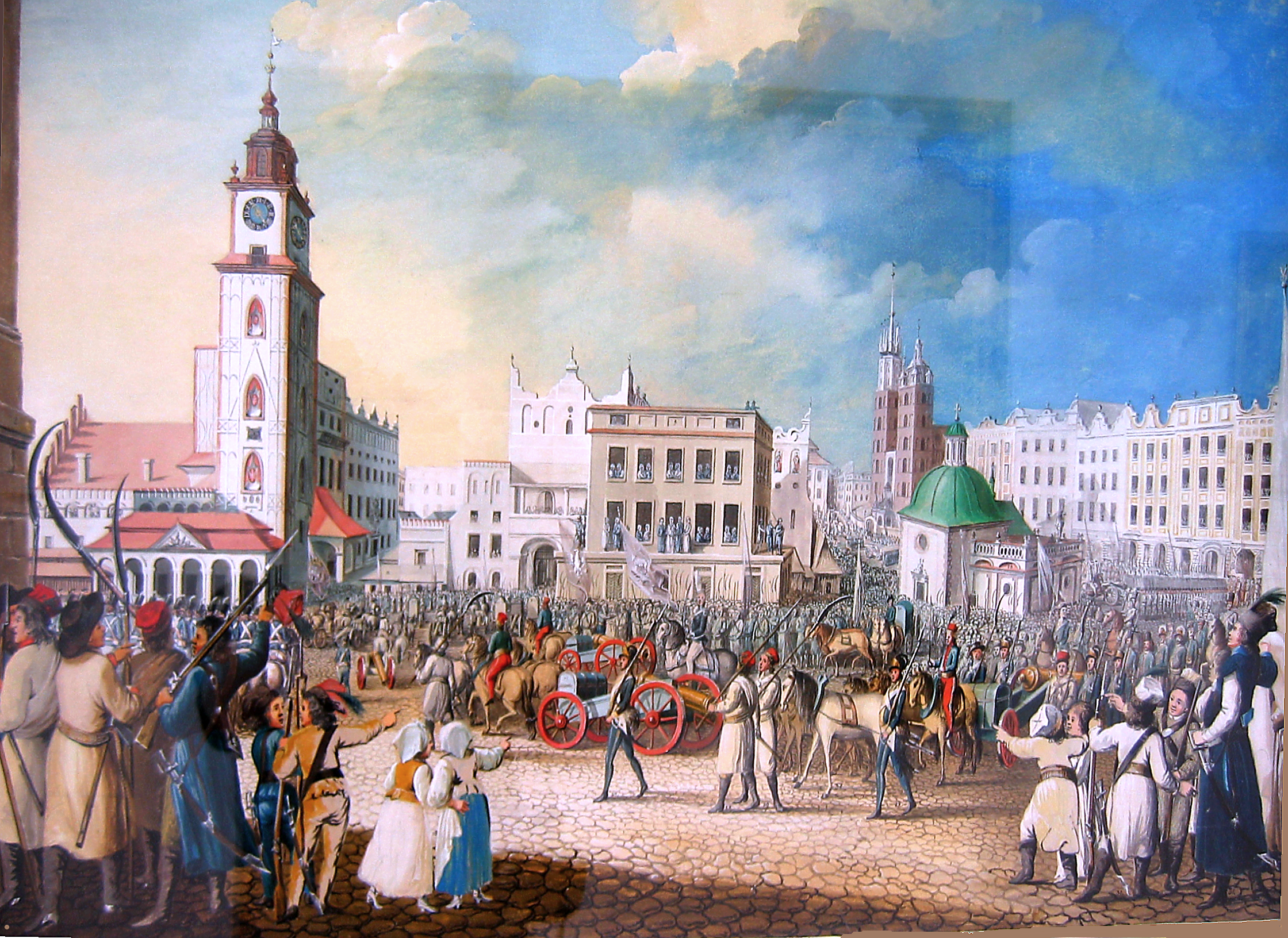
Michał Stachowicz, Wprowadzenie do Krakowa 12 rosyjskich armat zdobytych pod Racławicami

Straty polskie oceniane na kilkuset zabitych okazały się być znacznie niższe niż około 1000 zabitych, rannych i jeńców po stronie rosyjskiej. Na liczbę zabitych po stronie rosyjskiej niewątpliwie wpływ miał fakt niebrania jeńców. Zdobyto 12 dział, z czego 1 uszkodzone, 1200 karabinów z bagnetami, pistolety, spisy kozackie oraz 3 razy więcej amunicji, niż mieli na początku bitwy. Dodatkowo zdobyto tabory z umundurowaniem i butami, które w nagrodę otrzymali chłopi.
Późne przybycie na pole bitwy gen. Denisowa było decydujące dla losów bitwy. Spowodowane ono było między innymi stratą czasu na przesłuchanie jeńca, od którego dowiedział się, że Tormasow ma do czynienia ze strażą przednią Kościuszki. Spowodowało to, że zasilił go jedynie kombinowanym batalionem grenadierów, a sam po zjedzeniu posiłku ruszył zgodnie ze starym planem. W Proszowicach jednak okazało się, że Polacy wyszli z Koniuszy o świcie i Denisow forsownym marszem ruszył za nimi. Marsz ten utrudniał dodatkowo rozmiękły po deszczach grunt, co spowodowało dodatkowe trudności.
Kościuszko po zapadnięciu nocy został na kilka godzin na pobojowisku dla podkreślenia faktu zwycięstwa oraz dla zebrania i uporządkowania swoich sił. Jednak obawiając się powrotu Denisowa wycofał się przez Zielenice do Słomnik. Tu 5 kwietnia zredagował Raport od Narodu, tu też rozdał pierwsze awanse. W dniach 6–24 kwietnia wojsko Kościuszki rozbiło obóz pod Bosutowem, gdzie odnotowano w piechocie 71 awansów, w kawalerii 63, w artylerii 7, co tłumaczyć trzeba także koniecznością obsadzenia stanowisk oficerskich w nowo tworzonych oddziałach. 8 kwietnia w czasie parady w Krakowie mieszkańcy miasta zobaczyli 12 zdobycznych dział, a na Wawelu wyróżniono 3 kosynierów-zdobywców rosyjskich dział: Wojciecha Bartosza, Stanisława Świstackiego i Jędrzeja Łakomskiego przez nadanie im stopni chorążych w nowo tworzonym 1 regimencie grenadierów krakowskich.
Dodatkową kwestią były sprawy ambicjonalne pomiędzy dowodzącymi rosyjskimi. Tormasow, wywodzący się ze starej szlachty, czuł się upokorzony podporządkowaniem go Kozakowi Denisowowi. Ten zaś jako nieposiadający wykształcenia ani pochodzenia, był lekceważony przez wyżej urodzonych podkomendnych, a służba pod nim uważana była za dyshonor.
Pomimo wygranej bitwy nie przyniosła ona realizacji planów naczelnika, bowiem nie przebito się do Warszawy. Kościuszce udało się wyjść z sideł, nie posiadając zorganizowanego wywiadu, wykazał się też sprawnym dowodzeniem. Duży rozgłos nadany wiktorii racławickiej miał natomiast poważne następstwa polityczne i moralne, prowadzące do rozszerzenia się powstania na inne regiony kraju, a przede wszystkim do wybuchu 17 kwietnia 1794 insurekcji w Warszawie i nabrania przez Polaków wiary w możliwość pomyślnego rozstrzygnięcia powstania.

## Siły stron

### Wojska polskie

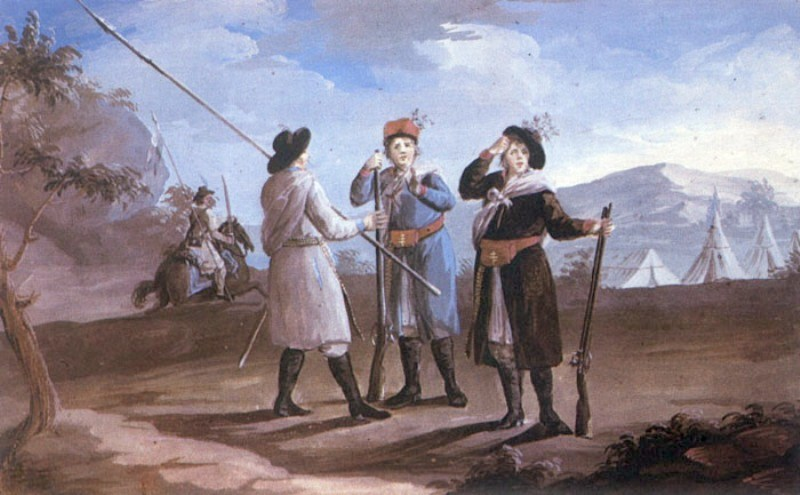
Michał Stachowicz, Chłopska milicja pospolitego ruszenia z 1794 roku

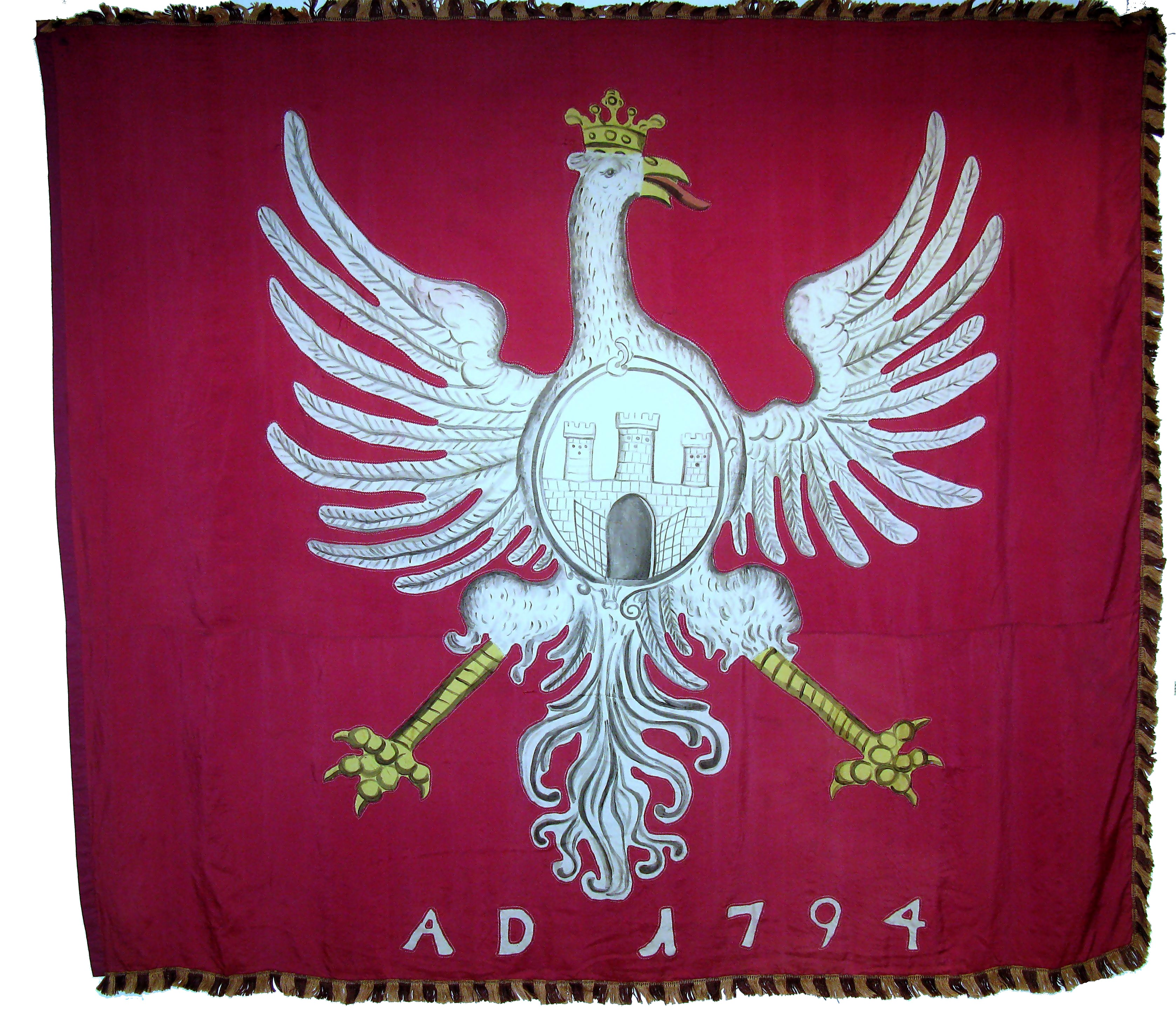
Chorągiew krakowska z czasów insurekcji kościuszkowskiej

- Wojsko regularne – 2440 żołnierzy:
  - dwa bataliony 2 Regimentu Pieszego Koronnego Józefa Wodzickiego – 400 osób
  - dwa bataliony 3 Regimentu Pieszego Czapskiego – 400 osób
  - dwa bataliony 4 Regimentu Pieszego Buławy Wielkiej Koronnej Piotra Ożarowskiego – 400 osób
  - batalion 9 Regimentu Pieszego Raczyńskiego – 200 osób
  - dziesięć szwadronów 1 Wielkopolskiej Brygady Kawalerii Narodowej Antoniego Madalińskiego – 400 osób
  - dziesięć szwadronów 2 Małopolskiej Brygady Kawalerii Narodowej Jana Ludwika Mangeta – 400 osób
  - cztery szwadrony 2 Wielkopolskiej Brygady Kawalerii Narodowej Pawła Biernackiego – 160 osób
  - dwa szwadrony księcia Wirtemberga – 80 osób.
  - dwanaście dział
- Wojsko ochotnicze – 1920 kosynierów i pikinierów – dowodzone przez generała Jana Slaskiego

### Wojsko rosyjskie
Przed bitwą gen. Fiodor Denisow dysponował siłami w składzie:
- sześć i pół batalionu piechoty
- dwadzieścia dwa szwadrony jazdy
- dwanaście sotni kozackich
- dziewiętnaście dział

Po rozdzieleniu sił gen. Tormasow dysponował siłami w składzie:
- półtora batalionu jegrów jekatierynosławskich
- kombinowany batalion grenadierów ppłk Tomatisa
- siedem szwadronów huzarów
- sześć sotni kozaków mjr Adriana Denisowa
- dwanaście dział

## Pamięć o bitwie

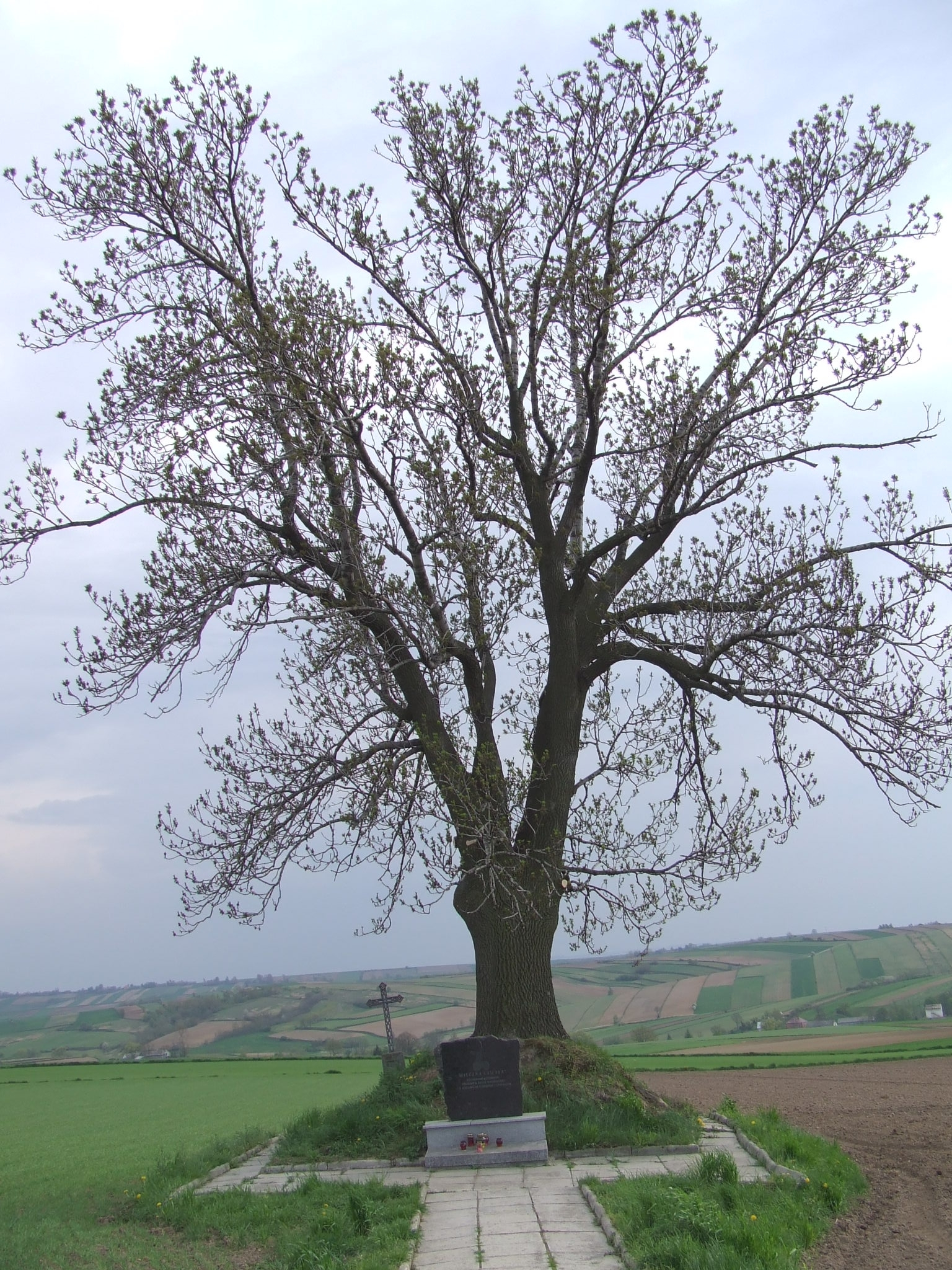
Mogiła kosynierów w Dziemięrzycach, w tle pola bitewne

- W Dziemięrzycach oraz Janowiczkach znajdują się mogiły kosynierów, zaś nad Janowiczkami, na stoku wzgórza Zamczysko znajduje się Kopiec Kościuszki o wysokości 13,8 metra, usypany przez okoliczną ludność w 1934. Na polach, obok dworu w Janowiczkach, postawiono (w 1994 roku z okazji dwusetnej rocznicy bitwy) pomnik z brązu upamiętniający zdobywcę pierwszej armaty Wojciecha Bartosa (później Bartosza Głowackiego).
- Walki pod Racławicami zostały, po 1990 r., upamiętnione na Grobie Nieznanego Żołnierza w Warszawie napisem na jednej z tablic, „RACŁAWICE 4 IV 1794”.
- W 1981 pole bitwy zostało wpisane do rejestru zabytków (nr rej.: 1003 z 21.07.1981)[3].
- Teren historycznej Bitwy Racławickiej został uznany za Pomnik historii Rozporządzeniem Prezydenta RP z dn. 14.04.2004[4].
- We Wrocławiu znajduje się Panorama Racławicka, do II wojny światowej wystawiana we Lwowie.